# Lordzik czarny
Lordzik czarny (Heliangelus zusii) – mały ptak z rodziny kolibrowatych (Trochilidae). Znany jedynie z jednego okazu zebranego prawdopodobnie w Kolumbii. Przez wiele lat takson ten uznawany był za gatunek, choć wokół jego ważności toczyły się spory. IUCN zaliczał go do gatunków krytycznie zagrożonych wyginięciem, a później do kategorii DD (data deficient – niedostatecznie rozpoznany). Według najnowszych badań (2018) stanowił hybrydę komecika długosternego (Aglaiocercus kingii) z innym nieokreślonym gatunkiem kolibra.

## Taksonomia
Data pozyskania holotypu nie jest znana, odłowiono go prawdopodobnie we wschodnich lub centralnych Andach w części kolumbijskiej. W 1947 roku Nicéforo Maria przesłał ten okaz, zakupiony w 1909 roku w stolicy Kolumbii – Bogocie, do Rodolpha Meyera de Schauensee celem identyfikacji. Alexander Wetmore następująco napisał o obejrzanym okazie: Nigdy nie widziałem takiego ptaka... Jestem skłonny podać w wątpliwość jego powstanie poprzez hybrydyzację, wręcz przeciwnie, przypuszczam że ten okaz należy do nieznanego gatunku. Jeżeli planowałbym opisanie tego gatunku, porównałbym go do [przedstawicieli] rodzaju Aglaiocercus, by stwierdzić czy powinien być umieszczony w tym rodzaju, czy opisany jako nowy. Meyer de Schauensee pisał, iż waha się co do przypisania okazu do nowego rodzaju, i że najwięcej podobieństw wykazuje w stosunku do rodzaju Neolesbia (obecnie nie wyróżniany, włączony do Aglaiocercus). John T. Zimmer przypuszczał, że jest to hybryda między komecikiem długosternym (Aglaiocercus kingii) a niewyróżnianym obecnie Heliangelus squamigularis (ten ostatni takson sam został uznany za hybrydę). Holotyp, będący jedynym znanym okazem, znajduje się w Academy of Natural Sciences of Philadelpia pod numerem ANSP 159261. W 2010 ukazały się wyniki badań mtDNA pozyskanego ze stopy holotypu, według których lordzik czarny zasługuje na status odrębnego gatunku (Kirchman et al. 2010). DNA holotypu jest znacząco odrębne od DNA przedstawicieli gatunków, które według dawnych autorów mogły dać początek lordzikowi czarnemu. Do przeciwstawnych wniosków doszedł w 2018 Jorge L. Pérez-Emán z zespołem na podstawie kompleksowych badań mtDNA kilkudziesięciu okazów Aglaiocercus kingii (komecik długosterny) i Aglaiocercus coelestis (komecik fioletowosterny) i porównania z danymi uzyskanymi przez zespół Kirchmana w 2010. Autorzy ci uznali, że Heliangelus zusii nie stanowi odrębnego gatunku, lecz wynik hybrydyzacji Aglaiocercus kingii z innym nieokreślonym gatunkiem kolibra. Pogląd ten jest obecnie akceptowany przez coraz większą liczbę autorów i lordzik czarny jest usuwany z kolejnych list i baz gatunków ptaków, np. BirdLife International, IUCN czy IOC.

## Zasięg występowania
Prawdopodobnie lordziki czarne występowały w Kordylierze Wschodniej lub Środkowej. Środowiskiem ich życia mogły być lasy mgliste rosnące między 1400 a 2200 m n.p.m. W XIX wieku odłów kolibrów celem wypreparowania skórek z ozdobnymi piórami było bardzo popularną praktyką, kilka innych gatunków znanych z takich skórek również ma wątpliwy status systematyczny. Prawdopodobnie lordzik czarny musiał mieć bardzo niewielki zasięg występowania, być może był gatunkiem reliktowym.

## Morfologia
Skrzydło 66,8 mm, dziób 15,1 mm. Długość par sterówek: 1 (środkowa para) – 30,1 mm, 2 – 36,6 mm, 3 – 45,7 mm, 4 – 56,2 mm, 5 (zewnętrzna para) – 64,8 mm. Dziób prosty. Większa część upierzenia czarnoniebieska. Ogon głęboko wcięty, ciemnofioletowy. Czoło i gardło intensywnie zielone. Płeć holotypu nie jest znana, jednak bazując na upierzeniu przedstawicieli znanych gatunków z rodzaju Heliangelus jest to samiec.